# CODASYL
CODASYL (англ. COnference on DAta SYstems Language — «Конференция по языкам систем обработки данных») — организация, принимавшая активное участие в эволюции информационных технологий в 60-80-е годы XX века. Основана в 1959 для разработки стандартного языка программирования для коммерческих систем. Этот язык получил название COBOL. Помимо разработки языка в рамках консорциума была сформирована группа Data Base Task Group, которой было поручено разработать универсальный язык для баз данных, встроенный в COBOL. В 1969 году группа опубликовала спецификацию языка для сетевой модели данных, которая получила название «CODASYL Data Model».
В настоящее время конференция CODASYL расформирована, архив был передан Институту имени Чарльза Бэббиджа.